# Freedom Force (jeu vidéo, 2002)
Pour les articles homonymes, voir Freedom Force.
Freedom Force est un jeu vidéo de type tactical RPG développé par Irrational Games et édité par Electronic Arts puis 2K Games, sorti en 2002 sur Windows et Mac OS. Il a pour suite Freedom Force vs. The 3rd Reich.

## Système de jeu
La Freedom Force, une équipe de super-héros, combat les forces du mal sous le commandement du méchant Minuteman dans le récit du jeu. Les joueurs peuvent choisir les compétences et l'équipement d'une équipe de quatre super-héros maximum qu'ils contrôlent. Le jeu dispose également d'un système de "moralité" spécial dans lequel les joueurs sont récompensés pour des actes de bravoure comme la protection des innocents et la capture des méchants, et punis pour des actions immorales comme la torture ou le meurtre d'adversaires. La conception ouverte des niveaux du jeu permet aux joueurs d'explorer l'environnement et d'accomplir des objectifs dans n'importe quel ordre. En outre, le jeu dispose d'un système de combat de pointe qui permet aux joueurs d'utiliser leurs capacités de manière créative et d'utiliser des objets divers comme armes.
Le jeu vidéo Freedom Force est notamment remarqué pour son esthétique distincte, qui associe des graphismes 3D en mode cel-shading à des images de bande dessinée.

## Accueil
Dans l'ensemble, Freedom Force a été salué pour son style visuel distinctif, son récit captivant et son système de combat révolutionnaire. Les joueurs se souviennent de ce jeu grâce à sa conception innovante et à son intrigue captivante, qui lui ont valu de nombreux prix et nominations.
- Jeuxvideo.com : 14/20[3]
- IGN.com : 9.3/10[1]
- PC Gamer (US) : 94/100[4]